# Pleopodias vigilans
Pleopodias vigilans is een pissebed uit de familie Cymothoidae. De wetenschappelijke naam van de soort is voor het eerst geldig gepubliceerd in 1911 door Richardson.